# Українська Медично-Харитативна Служба
Українська Медично-Харитативна Служба (УМХС) постала по другій світовій війні на базі заборонених окупаційною владою осередків Українського Червоного Хреста в Німеччині, з осідком у Мюнхені, 1945 року під назвою Санітарно-Харитативна Служба (СХС) при Апостольській Візитатурі для українців католиків (Sanitary Charitable Service at the Apostolical Visitator's Office of the Greek Catholic Church for Germany), з 1948 року як Українська СХС, з 1955 року під теперішньою назвою — УМХС (Ukrainischer medizinischer und caritativer Dienst).
3 1945 міжнародний і баварський Червоний Хрест неофіційно допомагали СХС харчами, ліками й одягом. Дотації приходили також від українських заокеанських організацій, від Католицької Церкви, з членських внесків (1947 року близько 14000 членів, організованих у 61 станиці) та прибутків з українських імпрез.
Від 1948 року УСХС (згодом УМХС) поширила свою діяльність на територію трьох окупаційних західних зон Німеччини й Австрії; вона мала крайові представництва (5), станиці, делеґатури і зв'язкових за кордоном (у США, Канаді, Австралії, Франції і Бельгії). Медична допомога надавалася у створених амбулаторіях (1946 року діяло 20 в таборах УНРРА, у тому числі 5 під безпосереднім керівництвом УМХС; після 1950 року лише одна в Мюнхені).
Спершу в системі УМХС працювало близько 150 лікарів (організовано кілька курсів для медсестер), але з виїздом за океан їх число зменшилося, як і діяльність УМХС. Крім лікарської допомоги, діяв відділ розшуків і поєднання членів родин, допомоговий відділ інвалідам, колишнім воякам УПА, вдовам, сиротам тощо. Згодом поширено діяльність поза Німеччину й Австрію, даючи допомогу потребуючим в Україні, Польщі, Чехії, Юґославії, Румунії, Аргентині тощо. 

## Голови Ради УМХС
- Б. Андрієвський (1945 — 1951)
- І. Мірчук (1951 — 1955)
- Г. Мартинець (1955 — 1968)
- Я. Ковалик (з 1968 року).

## Головна Управа
- Т. Воробець (1945 — 1948)
- Я. Воєвідка (1948 — 1949)
- І. Мірчук (1949 — 1950)
- М. Хроновят (1950 — 1951)
- Я. Гинилевич (1951 — 1979, згодом почесний голова)
- Б. Синишин (з 1979 року).

Довголітній орг. секретар Г. Комаринський (з 1945 року).